# Go Off (Lil Uzi Vert, Quavo e Travis Scott)
Go Off è un singolo dei rapper statunitensi Lil Uzi Vert, Quavo e Travis Scott pubblicato il 2 marzo 2017 tramite Artist Publishing, Atlantic Records e Universal Music.

## Descrizione
Go Off è la seconda traccia e primo estratto dell'album The Fate of the Furious: The Album, l'album colonna sonora dell'ottavo film della saga Fast & Furious. Il brano è stato prodotto da i The Featherstones, Murda Beatz e Breyan Isaac.

## Video musicale
Il video musicale è stato pubblicato su YouTube in concomitanza con l'uscita del brano. Durante il video vengono mostrate alcune scene del film mentre in altre sono presenti i tre artisti.

## Tracce
Testi e musiche di Symere Woods, Quavious Marshall, Jacques Webster II, Shane Lindstrom, Breyan Isaac, Christopher Featherstone, Justin Featherstone, William Featherstone, Matthew Featherstone.
1. Go Off – 3:37

## Classifiche
| Classifica (2017)         | Posizione massima |
| ------------------------- | ----------------- |
| Francia                   | 124               |
| Stati Uniti               | 107               |
| Stati Uniti (R&B/Hip-Hop) | 39                |